# Real Bout Fatal Fury Special
Real Bout Fatal Fury Special é um jogo eletrônico produzido pela SNK lançado em 1 de janeiro de 1997 na America do Norte e posteriormente em 30 de março no Japão para a plataforma Neo-Geo CD. Em 28 de fevereiro de 1997 foi lançado para o Neo-Geo MVS e também está disponível para Nintendo Wii. É o segundo episódio não-canônico da série e o sexto lançado.

## História
Os contos da lendária batalha foi desfraldada. Olhos se encontraram em ambos os lados e punhos enfrentaram. O destino ironicamente tomou conta do caos e começou outro desenvolvimento sublime.
Mesmo que não parece haver nenhum pedido para ele...
Agora, os lutadores experientes podem refletir sobre suas lutas e feridas. O reconhecimento de que eles estavam procurando com a sua força?
Cada um deles são lendas em sua própria direita. Ninguém quer assumir que essa luta pode mudar este fato. No entanto, nenhuma luta é sempre perfeita. Estas lutas por si só não pode satisfazê-las...
Asas para o céu ...Unidos para decidir quem é o superior, os artistas marciais se reúnem para aperfeiçoar-se na batalha. No palco, conhecido como o Real Bout Fatal Fury Special..
(Obs.: Esta história não faz parte da cronologia principal da série e seus resultados em nada a influenciam)

## Características
O jogo conta com ainda mais lutadores (vinte no total) e a volta dos 2 planos de batalha ao estilo dos primeiros Fatal Fury's. Existe uma quantidade bem maior de cenários e o nível de detalhes visuais e animações eram considerados impressionantes para época.
Em 25 de junho de 1998 a SNK lançou uma versão especialmente feita para playstation intitulada Real Bout Fatal Fury Special: Dominated Mind, game que trazia um personagem que não era selecionável em Real Bout 2 (Alfred Airhawk) como protagonista e White, personagem e chefe exclusivo dessa versão que também não tinha cronologia com a trama principal da história.

## Personagens
- Terry Bogard
- Andy Bogard
- Joe Higashi
- Duck King
- Hon Fu
- Billy Kane
- Mai Shiranui
- Tung Fu Rue
- Blue Mary
- Kim Kaphwan
- Laurence Blood
- Bob Wilson
- Sokaku Mochizuki
- Franco Bash
- Cheng Sinzan
- Ryuji Yamazaki
- Jin Chonshu
- Jin Chonrei
- Wolfgang Krauser
- Geese Howard (Secreto)